# Hashiratani Koichi
Hashiratani Koichi (sinh ngày 1 tháng 3 năm 1961) là một cầu thủ bóng đá người Nhật Bản.

## Đội tuyển bóng đá quốc gia Nhật Bản
Hashiratani Koichi thi đấu cho đội tuyển bóng đá quốc gia Nhật Bản từ năm 1981 đến 1986.

## Thống kê sự nghiệp
| Đội tuyển bóng đá Nhật Bản | Đội tuyển bóng đá Nhật Bản | Đội tuyển bóng đá Nhật Bản |
| Năm                        | Trận                       | Bàn                        |
| -------------------------- | -------------------------- | -------------------------- |
| 1981                       | 9                          | 0                          |
| 1982                       | 3                          | 0                          |
| 1983                       | 1                          | 0                          |
| 1984                       | 5                          | 1                          |
| 1985                       | 9                          | 2                          |
| 1986                       | 2                          | 0                          |
| Tổng cộng                  | 29                         | 3                          |